# 平凹鹑螺
平凹鹑螺（学名：Tonna canaliculata），是异足目鹑螺科鹑螺属的一种。主要分布于中国大陆、台湾，常栖息在潮间带至水深34米。